# 2417 McVittie
2417 McVittie este un asteroid din centura principală, descoperit pe 15 februarie 1964 de Goethe Link Obs..